# Nátaga
Nátaga (del Páez antiguo que significa Greda Roja)  es un municipio colombiano ubicado en el sur-occidente del departamento del Huila. Yace sobre una ramificación montañosa de la cordillera central que junto con el río Negro de Narváez y el río Páez forman la hoya hidrográfica del municipio al igual que la subcuenca del Yaguaracito. Hace parte de la región Suboccidente del departamento. Su extensión territorial es de 156 km², su altura es de 1450 m s. n. m. y su temperatura promedio es de 20 °C.
Cuenta con una población de 6.543 habitantes de acuerdo con proyección del DANE para año 2019. La agricultura es la base de la economía del municipio, siendo el café, el cultivo de mayor área cultivada. Es sede de la basílica menor del Santuario de Nuestra Señora de las Mercedes, lugar de peregrinación e sitio importante para el turismo religioso del departamento. Es conocida como «Capital Religiosa del Huila».

## Toponimia
Nátaga proviene del Páez antiguo que significa Greda Roja.

## División Político-Administrativa
Además de su Cabecera municipal. Nátaga tiene bajo su jurisdicción los siguientes Centros poblados:
- Llano Buco
- Patio Bonito
- Yarumal

## Historia
La población fue fundada por Diego de Ospina y Maldonado hacia el 1652 como Santiago de Nátaga de la Real Corona, fecha en la que es erigido como pueblo doctrinero. La Academia Huilense de Historia en dos sesiones celebradas en el año 1979  confirma esta fecha como la de fundación del poblado, y alcanzó la categoría de municipio el 24 de noviembre de 1967, fecha en la que el gobernador Max Duque Palma sanciona la ordenanza N.º 25 mediante la que el municipio de  Nátaga adquiere el carácter de municipalidad.

## Leyenda Mariana
Durante el periodo virreinal el pueblo de Santiago de Nátaga era un caserío que tenía como patrono a Santiago. Para 1661 aproximadamente ocurrió un evento místico en un pueblo de Indios paeces llamado San Miguel del paso que estaba ubicado en la desembocadura del Río Páez al Río Grande de la Magdalena. 
Allí en aquel pueblo donde era administrado por los Jesuitas quienes tenían un colegio o convento, llegó una caravana de mercaderes de Quitó Ecuador que traían consigo la imagen de la Virgen de la Merced o las Mercedes de arte quiteño para venderla en Santa fe la Capital del Nuevo Reyno de Granada. Al llegar allí con la imagen de la Santa virgen ocurrió que no pudieron atravesar la imagen porque está se torno muy pesada que decidieron venderla al sacerdote Jesuita. El padre recolectó dinero junto con los Indios para comprar la dicha imagen pero solo alcanzó para la imagen de la virgen y no la del niño.
Al día siguiente los mercaderes siguieron su camino con sólo la imagen del niño y ocurrió que llegando a Campoalegre, la imagen del pequeñuelo desapareció de ellos y vino a quedarse en las manos de su madre en San Miguel. 
La noticia corrió por todo el sor y el reino, que los ecuatorianos realizaban hasta hace poco peregrinaciones a ver su imagen, imagen que reposa ahora en una imponente basílica en Nátaga la cual fue trasladada junto con su gente de San Miguel por órdenes del Rey de España.

## Geografía
Su cabecera Municipal se encuentra a 2 grados y 34 minutos de latitud norte y 75 grados 49 minutos de longitud oeste; a una distancia de la capital del Departamento, Neiva de 120 km, en las laderas de una ramificación de la cordillera central. Su extensión total equivalen a 13.286,88 hectáreas. Su extensión urbana: 0,44 km²; su extensión área rural: 132.43 km²

## Ecología
El clima junto con los suelos se convierten en el factor determinante de la productividad de un territorio. Desde luego el clima lo determinan la altitud, las lluvias, los vientos y otros factores. El Municipio de Nátaga en su fisiografía presenta el aspecto de un plano inclinado cuya pendiente topográfica se halla al sur enfrentada al valle estrecho del río Páez y su pendiente estructural, al norte, con el valle amplio de Tesalia. Con base en la cartografía del IGAC, solamente se aprecian dos tipos de clima, sin embargo por la altitud se tiene que el 3.55% del territorio corresponde a piso térmico cálido (de 01.000 m s. n. m.) y temperatura promedio de 24 °C, el 53.88% corresponde a Clima Medio Húmedo (MH) con temperaturas entre 18 y 24 °C y el 42.56% pertenece a Clima Medio muy Húmedo (MMH) con alturas superiores a los 2000 m s. n. m. Esta clasificación, sin embargo, tiene variaciones de acuerdo a otros parámetros como la montaña, el valle, la pendiente y la humedad. El clima medio húmedo comprende la zona sur del Municipio en las veredas de la Cascajosa, el Socorro, el Triunfo, la Pringamosa, la Cabaña, la Estrella, Alto Carmelo, los Laureles las Mercedes y el Orozco. El clima medio muy húmedo predomina en la zona norte en las veredas de Buena Vista, San Isidro, la Hondura, las Mercedes, el Teniente, la Esmeralda, la Mesa, Patio Bonito y Yarumal.
Nataga cuenta con bastantes fuentes hídricas, pero la mayor parte se están quedando sin agua debido a la tala de árboles en los nacimientos las cuales ya se hallan desprotegidas. El río Negro de Narváez y el río Páez forman la hoya hidrográfica de Nátaga al igual que la subcuenca del Yaguaracito.La zona occidental está surcada por el río Negro de Narváez, que presenta un caudal grande con posibilidades para implementar un distrito de riego para los municipio vecinos de Tesalia y Paicol, pues dada la topografía no permite la utilización de estas aguas en las veredas de Nátaga.

## Economía
La actividad predominante en el Municipio de Nátaga es la agricultura y se estima que el 80% de su población se dedica exclusivamente a ella: dentro de la agricultura, el renglón predominante es el cultivo de café, favorecido por el mercado minifundio que se presenta en la jurisdicción. Y es así como está actividad caracteriza la estructura económica, como de “tipo Campesino” en donde el productor – propietario, involucra su trabajo y el de su familia en la explotación de la finquita, pero los ingresos así obtenidos son de subsistencia, y no se generan utilidades que pueda emplearlas en mejorar su propiedad y el bienestar social de su familia y menos para realizar ahorros que puedan solucionar situaciones presupuestales críticas en tiempos futuros, además el campesino caficultor generalmente vende en forma anticipada sus cosechas para lograr cancelar las deudas contraídas en la entidad bancaria y para pagar los gastos que demanda la recolección de la cosecha de café. También se presenta la actividad pecuaria pero en menores proporciones, pues las explotaciones son pequeñas debido a las mismas limitaciones topográficas y de los suelos.

## Vías de comunicación
Para llegar al Municipio de Nátaga es necesario hacerlo por vía terrestre, tomando la derivación que hay sobre la carretera que de la Plata conduce a Neiva, a la altura del sitio conocido como Nolasco. Un tramo de 12 km de vía pavimentada nos lleva hasta el casco urbano de la población. El municipio cuenta con una red de carreteras secundarias que comunican, a las diferentes veredas. Dos vías secundarias interdepartamentales que nos comunican con el oriente del Cauca. Una de ellas que nos comunica con la inspección de Araujo perteneciente al municipio de Páez, y otra que nos comunica con la inspección de Itaibe, perteneciente también al mencionado municipio. Dos vías terciarias intermunicipales nos comunican con el municipio de Tesalia: Nátaga – Buena Vista- Los yuyos( Tesalia) y Cruce Nátaga Socorro – La Torre. Tesalia